# Espelho Mágico (filme)
Espelho Mágico é um filme português de 2005, dirigido pelo cineasta Manoel de Oliveira.  É baseado na obra A Alma dos Ricos de Agustina Bessa-Luís.

## Elenco
- Leonor Silveira - Alfreda
- Ricardo Trêpa - José Luciano / Touro Azul
- Luís Miguel Cintra - Filipe Quinta
- Leonor Baldaque - Vicenta / Abril
- Glória de Matos - Enfermeira Hilda
- Isabel Ruth - Celsa Adelaide
- Adelaide Teixeira - Queta
- Diogo Dória - Comissário de polícia
- José Wallenstein - Américo
- Maestro Atalaya - Prof. Oboé
- P. João Marques - Padre Feliciano
- Marisa Paredes - Monja
- Michel Piccoli - Prof. Heschel
- Lima Duarte - Padre Clodel
- Eugénia Cunha - Costureira

## Prémios e nomeações[1]
Festival de Veneza
| Ano  | Prémio       | Resultado |
| ---- | ------------ | --------- |
| 2005 | Leão de Ouro | Nomeado   |

Huelva Latin American Film Festival
| Ano  | Prémio       | Resultado |
| ---- | ------------ | --------- |
| 2005 | Silver Colon | Vencedor  |
| 2005 | Golden Colon | Nomeado   |